# Actinodaphne malaccensis
Actinodaphne malaccensis là loài thực vật có hoa trong họ Nguyệt quế. Loài này được Hook.f. miêu tả khoa học đầu tiên năm 1886.